# Робер Сара
Робер Сара (фр. Robert Sarah ; нар. 15 червня 1945, Урус, Гвінея) — гвінейський куріальний кардинал. Архієпископ Конакрі з 13 серпня 1979 року по 1 жовтня 2001 року. Секретар Конгрегації євангелізації народів з 1 жовтня 2001 року по 7 жовтня 2010 року. Голова Папської Ради Cor Unum з 7 жовтня 2010 року по 24 листопада 2014 року. Префект Конгрегації богослужіння і дисципліни таїнств з 24 листопада 2014 року по 20 лютого 2021 року. Кардинал-диякон з титулярною дияконією Сан-Джованні-Боско-ін-віа-Тусколана з 20 листопада 2010 року по 3 травня 2021 року. Кардинал-священик з титулярною дияконією pro hac vice Сан-Джованні-Боско-ін-віа-Тусколана з 3 травня 2021 року.

## Біографія
Народився 15 червня 1945 року в Урусі, Гвінея. 20 липня 1969 року висвячений на священика. Висвячення звершив Раймон-Марія Тчидімбо — архієпископ Конакрі.
13 серпня 1979 року папою римським Іваном Павлом II призначений архієпископом Конакрі. Ординація була 8 грудня 1979 року, здійснював її кардинал Джованні Бенеллі — архієпископ Флоренції, в співслужінні Люка Огюста Сангаре — архієпископа Бамако і Жана-П'єра-Марі Ошама — єпископа Анже.
1 жовтня 2001 року Іван Павло II призначив Робера Сару секретарем Конгрегації Євангелізації Народів.
7 жовтня 2010 року папа римський Бенедикт XVI прийняв відставку у зв'язку з досягненням похилого віку кардинала Пауля Кордеса з посади голови Папської Ради Cor Unum, його наступником призначено архієпископа Робера Сару.
20 жовтня 2010 року, під час генеральної аудієнції, на площі святого Петра, папа римський Бенедикт XVI оголосив про призначення 24 нових кардиналів, серед них і Робер Сара. Згідно з традицією архієпископ Сара буде зведений у сан кардинала-диякона на цій консисторії.
20 листопада 2010 року відбулася консисторія на якій кардиналу Роберу Сарі була покладена кардинальська шапка і він став кардиналом-дияконом з титулярною дияконією Сан-Джованні-Боско-ін-віа-Тусколана. А 21 листопада відбулася урочиста Меса з нагоди вручення кардинальських каблучок.
24 листопада 2014 року Папа Римський Франциск призначив кардинала Сару на посаду префекта Конгрегації богослужіння і дисципліни таїнств, яка була вакантна з 28 серпня 2014 року, після переведення кардинала Каньїсареса Льовери до Валенсії.
20 лютого 2021 року Папа Франциск прийняв відставку кардинала Сара з посади префекта Конгрегації богослужіння і дисципліни таїнств.
3 травня 2021 року зведений у сан кардинала-священика з титулярною дияконією pro hac vice Сан-Джованні-Боско-ін-віа-Тусколана.